# Sierra de Guadalupe (España)
La sierra de Guadalupe es una sierra situada en el centro de Extremadura, que se encuentra incluida en la cordillera de los Montes de Toledo.

## Descripción
Sus montañas son el resultado de la erosión diferencial de los ríos sobre materiales antiguos plegados, erosionados y levantados en bloque durante la orogenia alpina.
Este levantamiento reactivó el ciclo erosivo, que ha rebajado los materiales menos resistentes, dejando como cumbres los más duros. Otro factor que puede haber contribuido al aspecto laberíntico de estas cordilleras de tipo apalachense, podría ser el cambio de dirección del río Guadiana, que en un pasado remoto al dirigirse aquí, probablemente se encauzase después al tajo.
Estos ásperos crestones cuarcíticos y zonas de rañas (depósitos de bloques graníticos de origen torrencial o glacial), han conservado una biodiversidad magnífica.
Además, por su morfología, varias zonas de la sierra de las Villuercas son yacimientos fosilíferos de gran interés.
La altura máxima de Guadalupe es 1601 metros, el pico Villuercas, aunque hay otras alturas que también superan los 1000 metros (Ballesteros 1342, Agudo 1092, etc.).

## Zonas de protección
Guadalupe cuenta con dos zonas de protección natural, que han sido creadas recientemente, y un árbol singular.
La primera es la zona de especial protección de aves (ZEPA) Villuercas-Ibores.
Su declaración se realizó a través del Decreto 232/2000 del 21 de noviembre. Ésta presenta gran número de especies de aves protegidas como la cigüeña negra, alimoche, abejero europeo, águila real, águila perdicera, búho real, chova piquirroja y un importante número de parejas de buitre leonado.
La otra es el Corredor Ecológico y de Biodiversidad del Guadalupejo, que nace en el año 2003 con motivo de proteger la biodiversidad de este entorno fluvial.

## Historia
La sierra fue el escenario de la Batalla de Sierra Guadalupe, un sangriento conflicto al inicio de la guerra civil española.